# جيانكارلو دا سيلفا مورو
جيانكارلو دا سيلفا مورو (بالبرتغالية: Giancarlo Moro‏) هو لاعب كرة قدم برازيلي في مركز الهجوم، ولد في 18 أكتوبر 1982 في Turvo ‏ في البرازيل. لعب مع جمعية بورتوغيزا الرياضية وريد بل براغانتينو ونادي أتلتيكو هيرمان أيشينجار ونادي أمريكا ونادي الاتحاد السكندري ونادي بارانا ونادي بونتي بريتا ونادي جوفنتودي ونادي جوينفيل ونادي ساو كايتانو ونادي شابيكوينسي ونادي كريسيوما ونادي نوفو هامبورغو.

## وصلات خارجية
- جيانكارلو دا سيلفا مورو على موقع قاعدة بيانات كرة القدم.إي يو (الإنجليزية)
- جيانكارلو دا سيلفا مورو على موقع Soccerway.com (الإنجليزية)